# Базилійський повіт

Герб повітового міста.

Базилійський повіт (рос. дореф. Базилійскій уѣздъ; також Базалійський, Бозалійський) — повіт, що існував у Подільській губернії Російської імперії в 1795–1797 роках. Повітовим містом була Базилія (Базалія).

## Історія

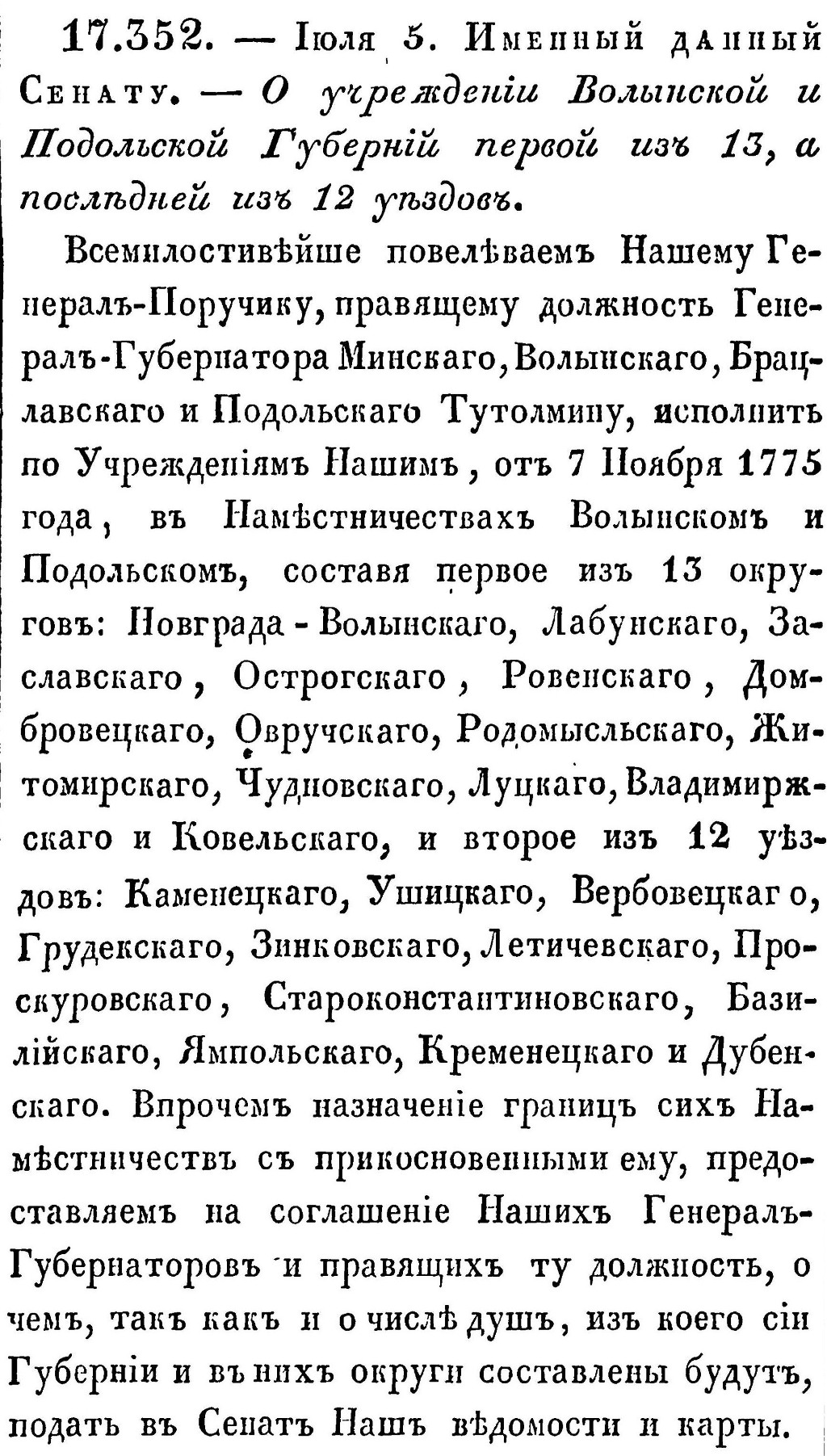
Імператорський указ № 17352 «Про заснування Волинської та Подільської губерній, першої з 13, а останньої — з 12 повітів.»

1 (12) травня 1795 року на землях, що відійшли від Польщі, були утворені Волинська, Подільська і Брацлавська губернії Російської імперії, а 5 (16) липня 1795 був затверджений поділ Волинської і Подільської губернії на округи і повіти. Серед 12 повітів Подільської губернії був створений і Базилійський.
22 січня (2 лютого) 1796 року імператорським указом № 17435 були затверджені герби повітових міст новостворених губерній, серед яких і герб повітового центру Базалійського повіту — Базалії.
12 (23) грудня 1796 року був затверджений новий поділ країни на губернії. Однак нові кордони Подільської та Волинської губерній були визначені лише у серпні наступного року.
31 грудня 1796 (10 січня 1797) року затверджено новий штат Волинської губернії у складі 12 повітів (без Базалійського). 29 серпня (9 вересня) 1797 року затверджено межі Новоросійської, Київської, Мінської, Волинської, Подільської та Малоросійської губерній. Згідно з цим указом Бозалійський повіт разом з Дубенським, Кременецьким, Старокостянтинівським і Ямпільським був переданий з Подільської губернії до Волинської. При цьому Базалія була переведена в позаштатні міста і приписана до сусіднього повіту. Таким чином Базалійський повіт був ліквідований.